# هيروشي سايكي
هيروشي سايكي (باليابانية: 佐伯 博司) (مواليد 26 مايو 1936)، هو لاعب كرة قدم ياباني سابق كان يلعب كمهاجم. سبق له أن لعب مع منتخب اليابان.

## وصلات خارجية
- هيروشي سايكي على موقع ناشيونال فوتبول تيمز (الإنجليزية)

- National Football Teams
- Japan National Football Team Database